# Werner Habicht
Werner Habicht (* 29. Januar 1930 in Schweinfurt; † 5. November 2022) war ein deutscher Anglist, Shakespeare-Forscher und Hochschullehrer.

## Leben und Wirken
Werner Habicht studierte Anglistik und Romanistik an der Universität München, außerdem an der Johns Hopkins University sowie an den Universitäten in Paris und Bristol. Nach dem ersten und zweiten Staatsexamen für den höheren Schuldienst an der Universität München 1954 bzw. 1957 promovierte er 1957 in München bei Levin L. Schücking. Von 1957 bis 1960 arbeitete er als wissenschaftlicher Assistent an der Freien Universität Berlin und von 1960 bis 1965 an der Universität München. Dort habilitierte er sich 1965 für Englische Philologie. Nach einer Lehrstuhlvertretung an der Universität Heidelberg (1965/66) erhielt er dort 1966 einen Lehrstuhl. 1970 wechselte er als Professor an die Universität Bonn und 1978 schließlich an die Universität Würzburg. 1995 wurde er dort emeritiert. Gastprofessuren hatte er an mehreren Universitäten in den USA inne.
Als Wissenschaftler beschäftigte sich Habicht vor allem mit William Shakespeare. Unter seiner Herausgabe und Mitarbeit entstand 1988 der Literatur-Brockhaus. Von 1976 bis 1988 war er Präsident der Deutschen Shakespeare-Gesellschaft (West). Von 1980 bis 1995 gab er das Shakespeare-Jahrbuch (West) heraus. Außerdem gehörte er weiteren Shakespeare-Gesellschaften an. Er war seit 1994 Mitglied der Bayerischen Akademie der Wissenschaften und der Akademie der Wissenschaften und der Literatur (Mainz). 

## Veröffentlichungen (Auswahl)
- Die Gebärde in englischen Dichtungen des Mittelalters. Verlag der Bayerischen Akademie der Wissenschaften, München 1959 (= Dissertation Universität München).
- (mit Dieter Mehl): Shakespeare-Kommentar zu den Dramen, Sonetten, Epen und kleineren Dichtungen. Winkler, München 1968 (2. Aufl. 1972, ISBN 3-538-07010-5).
- Studien zu Dramenformen vor Shakespeare. Moralität, Interlude, romaneskes Drama (= Anglistische Forschungen, Bd. 96). Winter, Heidelberg 1968 (= Habilitationsschrift Universität München).
- (Mithrsg.): Englisch-deutsche Studienausgabe der Dramen Shakespeares. Stauffenburg-Verlag, Tübingen 1976ff.
- Vor- und Nachgeschichte von Shakespeares 'Hamlet'. In: Heinz Flügel (Hrsg.): Totenklage und Clownerie. Aspekte des europäischen Theaters (= Tutzinger Texte, Bd. 14). Claudius, München 1977, S. 59–72, ISBN 3-532-71517-1.
- (Hrsg., mit Ina Schabert): Sympathielenkung in den Dramen Shakespeares. Studien zur publikumsbezogenen Dramaturgie (= Texte und Untersuchungen zur englischen Philologie, Bd. 9). Fink, München 1978, ISBN 3-7705-1591-9.
- Becketts Baum und Shakespeares Wälder. In: Sibylle Penkert (Hrsg.): Emblem und Emblematikrezeption. Vergleichende Studien zur Wirkungsgeschichte vom 16. bis 20. Jahrhundert. Wissenschaftliche Buchgesellschaft, Darmstadt 1978, S. 593–609, ISBN 3-534-05396-6.
- (Hrsg.): Images of Shakespeare. 1986 Berlin. University of Delaware Press, Newark, Del. 1988, ISBN 0-87413-329-7.
- (Hrsg. u. Bearb.): Der Literatur-Brockhaus. Drei Bände. Brockhaus, Mannheim 1988, ISBN 3-7653-0400-X (überarb. u. erw. Ausgabe 1995 in acht Bänden, ISBN 3-411-11800-8).
- Texte und Kontexte der englischen Literatur im Jahr 1595. Verlag der Bayerischen Akademie der Wissenschaften, München 1995, ISBN 3-7696-1583-2.
- Friedrich Theodor Vischer und die deutsche Shakespeare-Rezeption im 19. Jahrhundert. In: Barbara Potthast (Hrsg.): Friedrich Theodor Vischer. Leben – Werk – Wirkung (= Beihefte zum Euphorion, Bd. 61). Winter, Heidelberg 2011, S. 119–135, ISBN 3-8253-5877-1.